# Exidia glandulosa
A Exidia glandulosa é uma espécie de fungo da família Auriculariaceae. No Reino Unido, tem o nome recomendado em inglês de witch's butter (manteiga-de-bruxa). Na América do Norte, tem sido chamada de black witches' butter (manteiga-de-bruxa-preta), black jelly roll (rolo-de-geleia-preta), ou warty jelly fungus (fungo-de-geleia-verrugoso). É uma espécie comum de fungo lignolítico na Europa, crescendo normalmente em galhos mortos de carvalho. Os basidiocarpos gelatinosos (corpos frutíferos) têm até 3 cm de largura, são brilhantes, pretos e semelhantes a bolhas, e crescem isoladamente ou em grupos. Sua ocorrência em outros lugares é incerta devido à confusão com a espécie relacionada,  Exidia nigricans.

## Taxonomia
A espécie foi originalmente descrita na França como Tremella glandulosa por Pierre Bulliard em 1789 e posteriormente colocada no gênero Exidia [en] por Elias Magnus Fries em 1822. Fries, no entanto, modificou o conceito de espécie de Bulliard para incluir uma segunda espécie, efusa e coalescente - o nome Exidia glandulosa servindo para ambas. Esse conceito combinado foi usado até Walther Neuhoff separar as duas espécies em 1936. Neuhoff deu o nome Exidia glandulosa à espécie efusa, adotando o nome Exidia truncata para a espécie original de Bulliard. Esse erro foi apontado por Marinus Anton Donk [en] em 1966, que propôs o nome Exidia plana para a espécie efusa, agora substituído por Exidia nigricans.
A pesquisa molecular mostrou que Exidia glandulosa e Exidia nigricans, embora semelhantes, são distintas.

## Descrição
A Exidia glandulosa forma corpos frutíferos emborrachados-gelatinosos, de cor sépia escura a preta, com formato de topo (como um cone invertido) e cerca de 3 cm de diâmetro (às vezes se fundindo em massas de cerca de 20 cm de comprimento). Eles são firmes quando frescos, mas se tornam frouxos e distorcidos com a idade ou em clima úmido. Os corpos frutíferos ocorrem isoladamente ou em pequenos grupos. A superfície superior, portadora de esporos, é brilhante e pontilhada. A superfície inferior é lisa e fosca no início, mas desenvolve uma cobertura densa de pequenos espinhos gelatinosos. Os corpos frutíferos estão presos à madeira na base. A esporada é branca. Quando os corpos frutíferos são secos, eles podem encolher e formar uma crosta preta achatada.

### Caracteres microscópicos

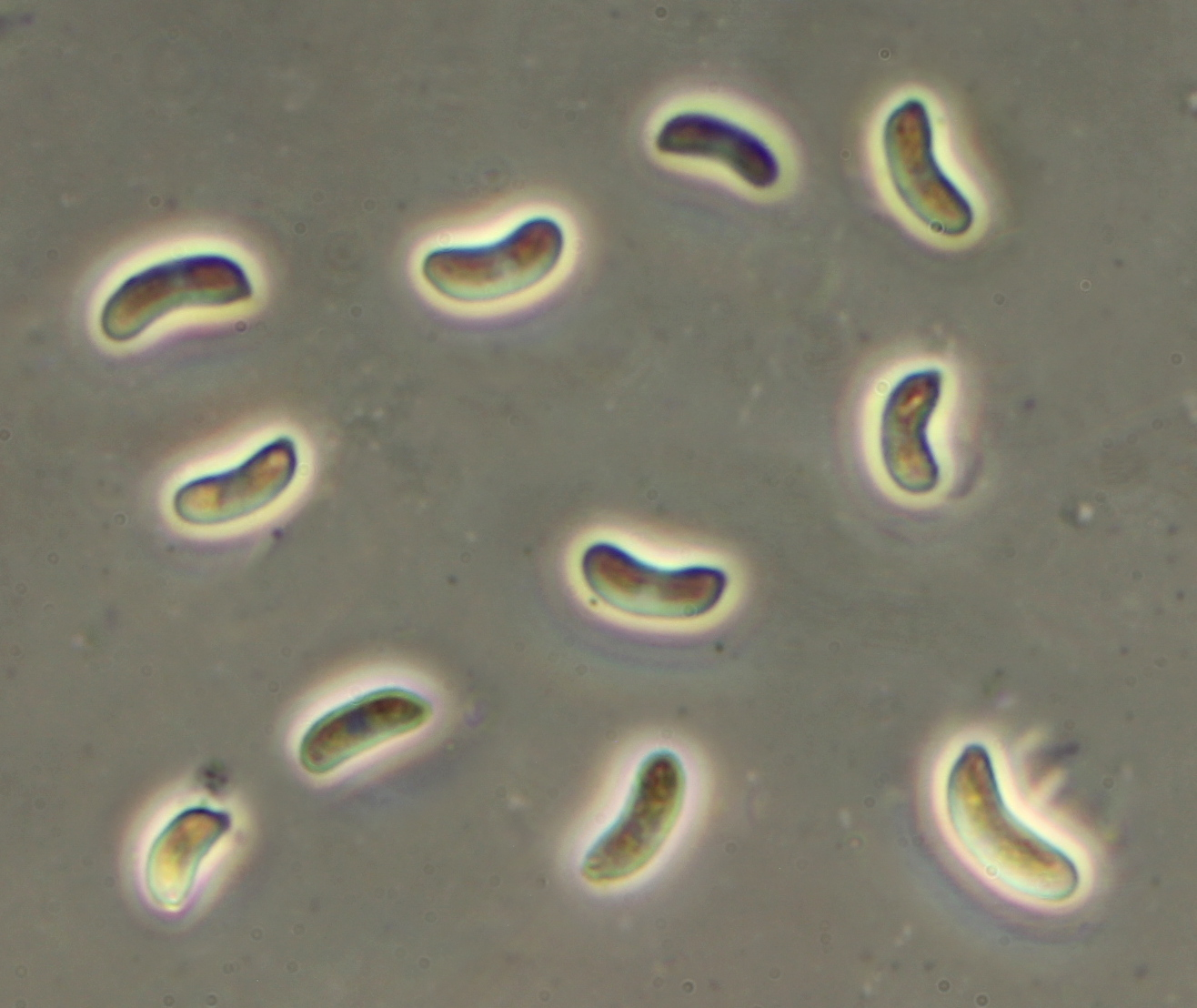
Esporos de Exidia glandulosa

Os caracteres microscópicos são típicos do gênero Exidia. Os basídios são elipsoides, septados, com 15-25 por 8-13 μm. Os esporos são alantoides (em forma de salsicha), com dimensões de 14-19 por 4,5-5,5 μm.

### Espécies similares

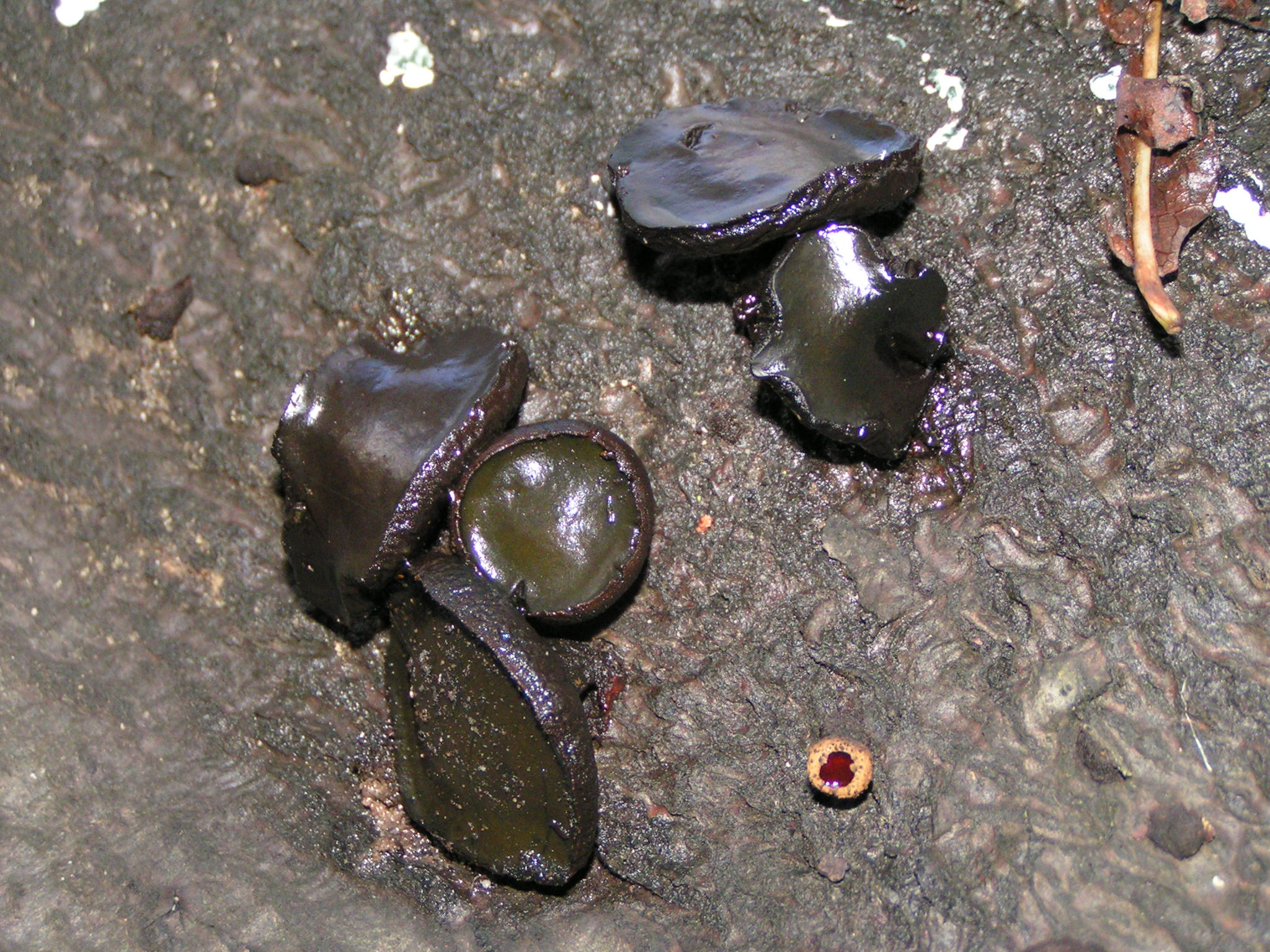
Bulgaria inquinans

A Exidia glandulosa é frequentemente confundida com a Exidia nigricans. As duas são semelhantes, mas a E. nigricans produz corpos frutíferos em forma de botão em cachos que rapidamente se deformam e coalescem, formando uma massa efusa e lobada que pode ter 10 cm ou mais de diâmetro. As duas espécies são indistinguíveis microscopicamente, mas a pesquisa de DNA indica que são distintas.
O ascomiceto Bulgaria inquinans [en] forma corpos frutíferos semelhantes, gelatinosos e enegrecidos no carvalho. Suas superfícies superiores são totalmente lisas, no entanto, e produzem muitas esporadas pretas (não brancas), muitas vezes deixando uma mancha preta se forem limpos com a mão.

## Habitat e distribuição

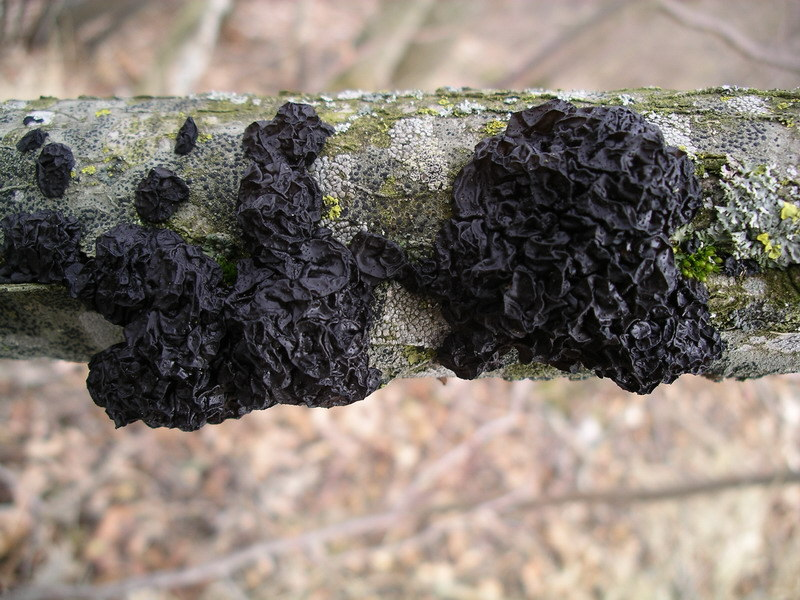
Exidia nigricans

A Exidia glandulosa é uma espécie de fungo lignolítico, normalmente encontrada em galhos mortos de árvores latifoliadas, especialmente carvalho, ocasionalmente Corylus ou Fagus. É uma espécie pioneira capaz de colonizar madeira viva ou recentemente morta. Um estudo sobre o processo de decomposição da madeira em galhos de carvalho presos mostrou que a E. glandulosa é membro de uma comunidade de oito fungos basidiomicetos consistentemente associados à decomposição de galhos mortos em árvores vivas. Especificamente, sua função é desintegrar o tecido do câmbio vascular, o que solta o súber preso. Ela persiste por algum tempo em galhos e troncos caídos. Os corpos frutíferos são normalmente produzidos no outono e no inverno. Sua distribuição global é incerta devido à confusão com a E. nigricans, mas ela está presente pelo menos na Europa.

## Comestibilidade
Embora não seja venenosa, um guia de campo diz que a Exidia glandulosa não é comestível, embora também tenha sido relatada como comestível.